# جان فرگوسن (بازیکن فوتبال، زاده ۱۹۰۴)
جان فرگوسن (انگلیسی: John Ferguson; ۱۲ دسامبر ۱۹۰۴ – ۲۳ فوریهٔ ۱۹۷۳) بازیکن فوتبال اهل بریتانیا بود.
از باشگاه‌هایی که در آن بازی کرده‌است می‌توان به باشگاه فوتبال وورکینگتون ای. اف. سی، باشگاه فوتبال گیتزهد، باشگاه فوتبال ولورهمپتون واندررز، باشگاه فوتبال گریمزبی تاون، باشگاه فوتبال منچستر یونایتد، و باشگاه فوتبال واتفورد اشاره کرد.